# 澳門大學舊校園
澳門大學舊校園（葡萄牙語：Velho campus da Universidade de Macau），是指位於澳門氹仔島觀音岩的前澳門大學校園。這個校園是隨東亞大學（澳門大學前身）籌備建校時開始動工興建，1981年隨東亞大學開學而啟用。校園面積約佔5.4公頃。2014年8月22日，澳門大學正式遷出此校園，並將該校園交回澳門特區政府管理。目前，澳门政府將校园的部分楼宇（东亚楼，原澳大图书馆大楼等）交予澳門旅遊大學（旅游學院前身），建立澳门旅游大學氹仔校区；部分楼宇（研发楼，Block2等）交予澳門理工大學，建立澳門理工大學氹仔校區；以及部分楼宇（行政楼，中葡楼等）租予澳門城市大學，作為其新校址。

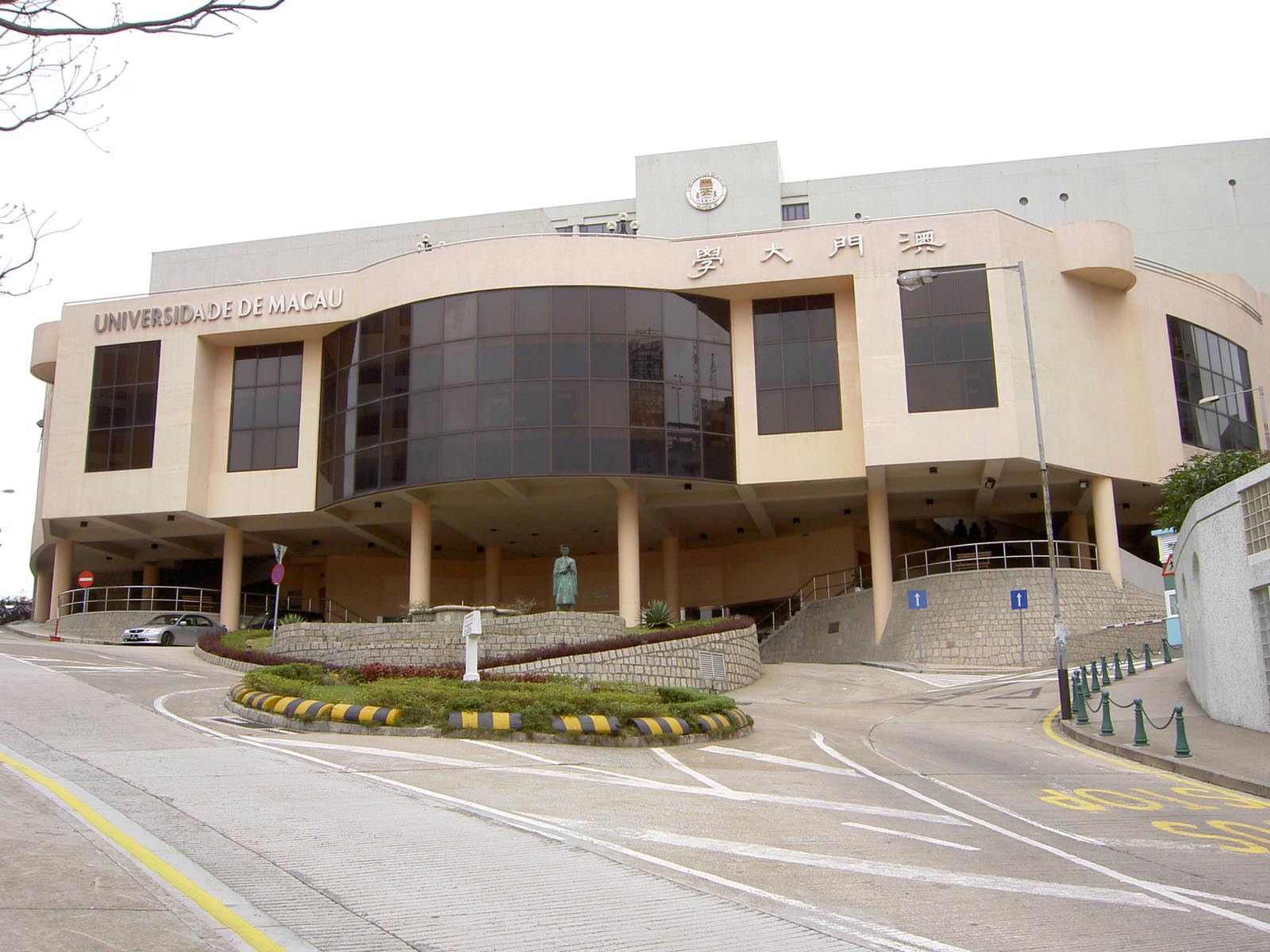
澳門大學行政樓 (現澳門城市大學-行政樓)

## 歷史
- 1981年隨東亞大學開學而啟用。

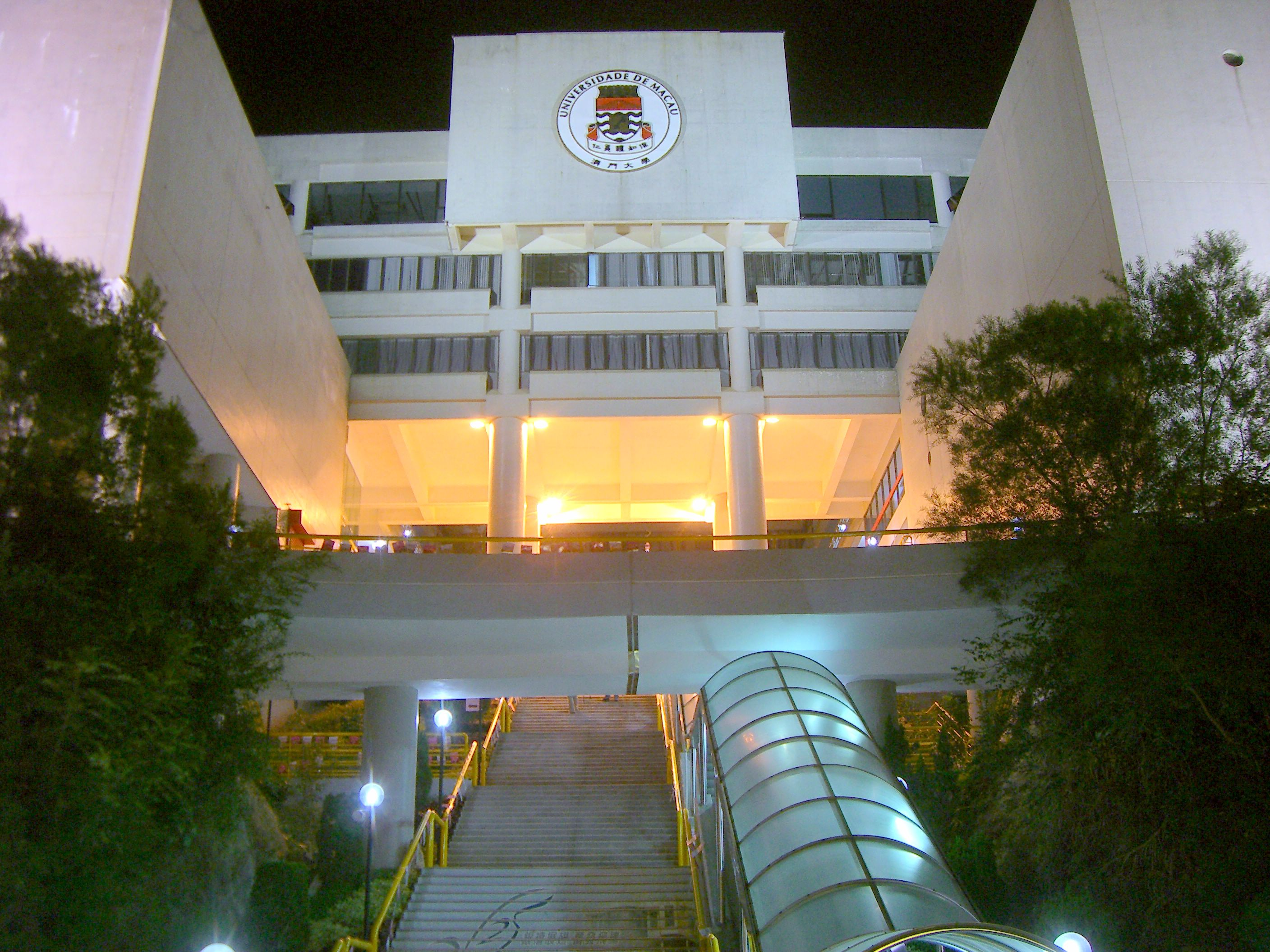
澳大夜景

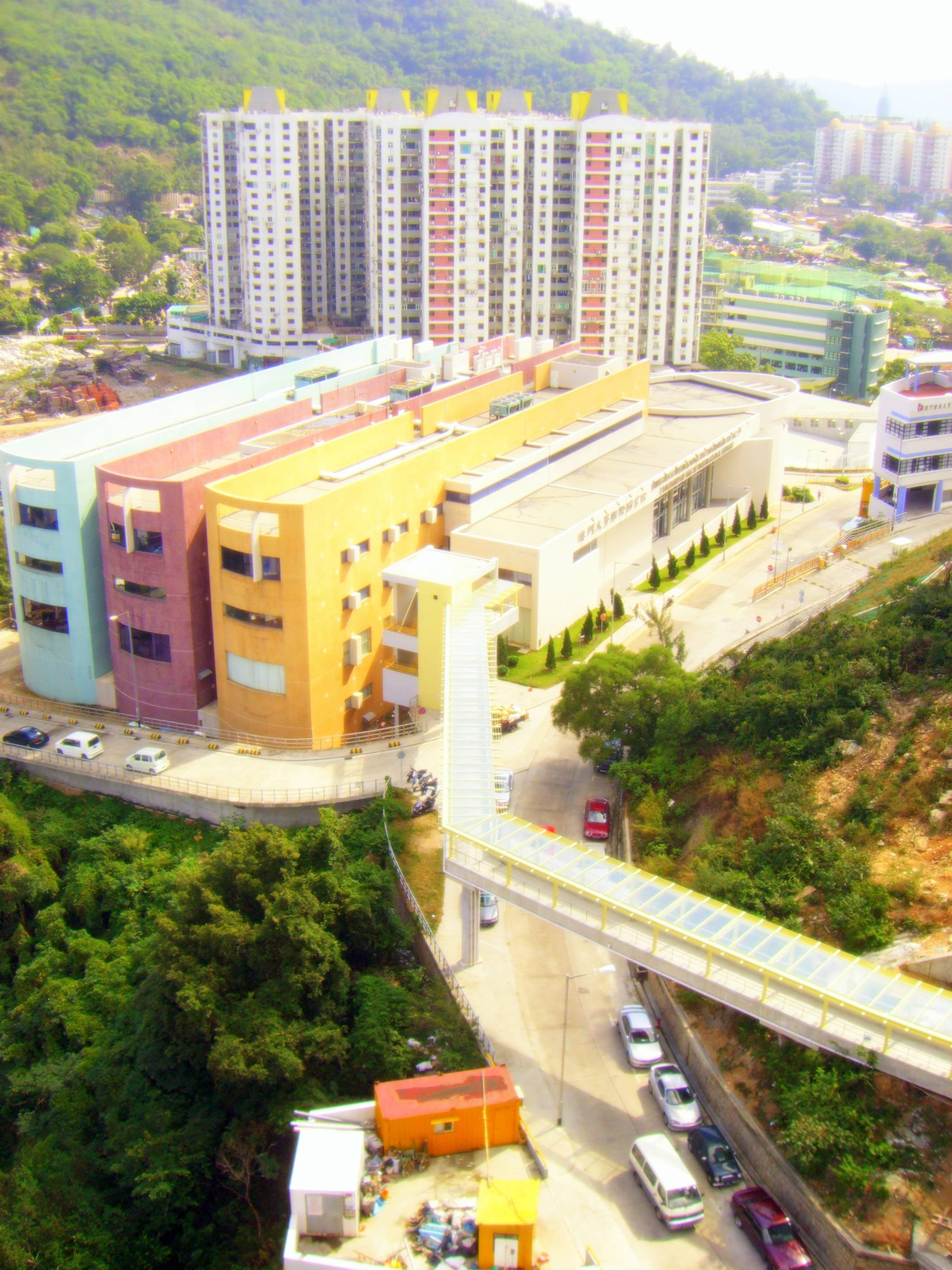
澳門大學國際圖書館（現澳門旅遊學院展望樓）

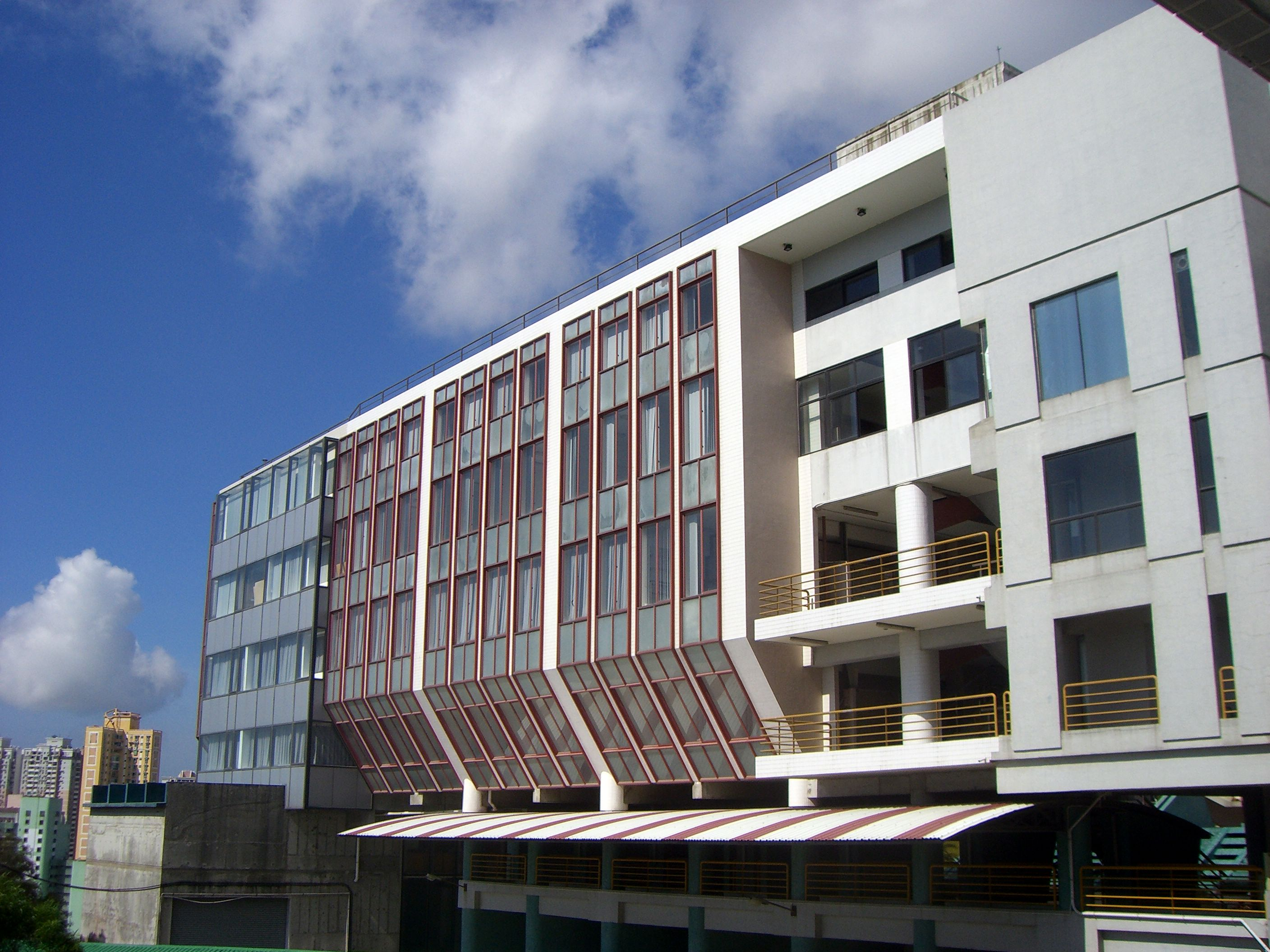
何鴻燊樓

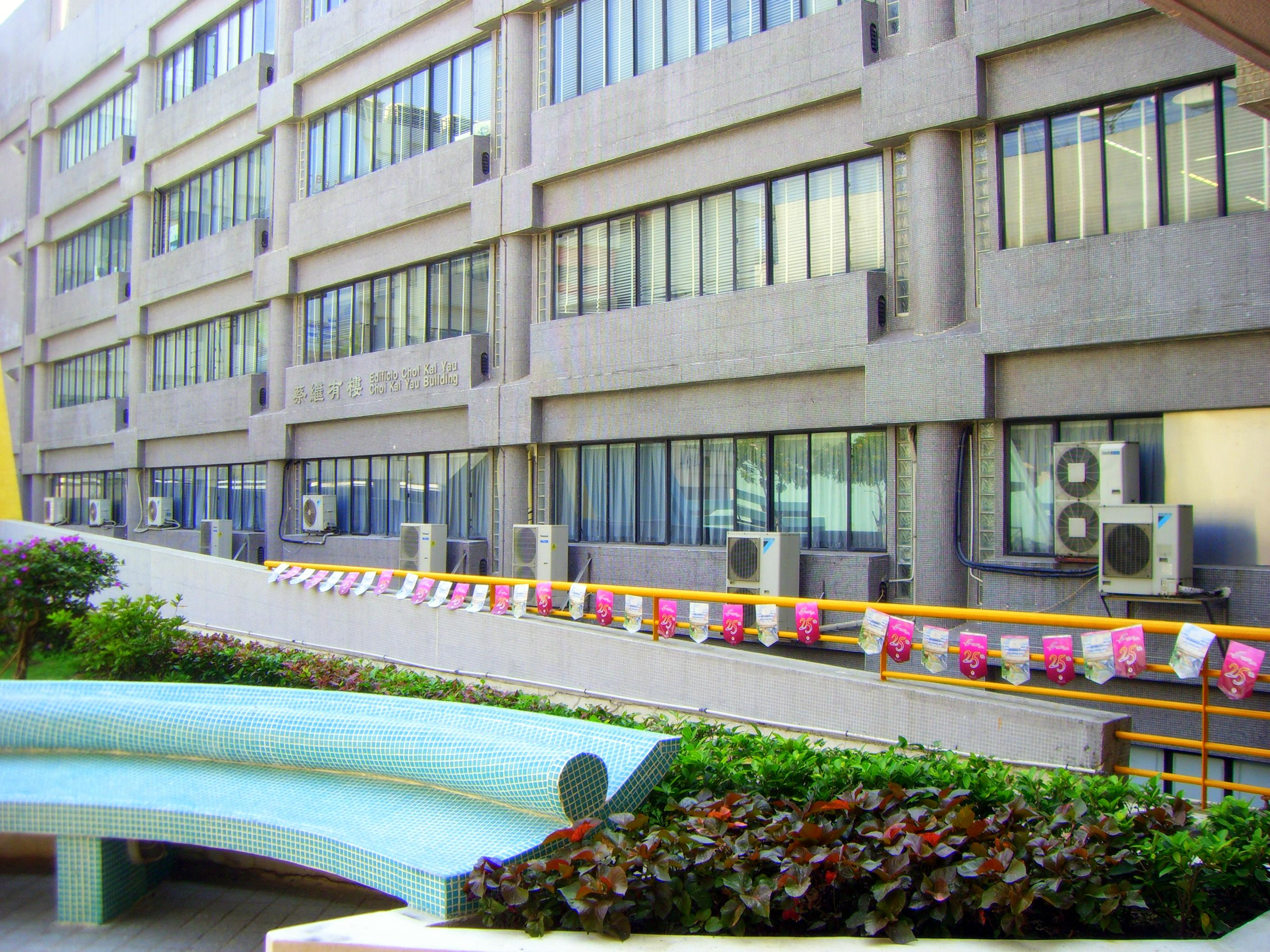
蔡繼有樓

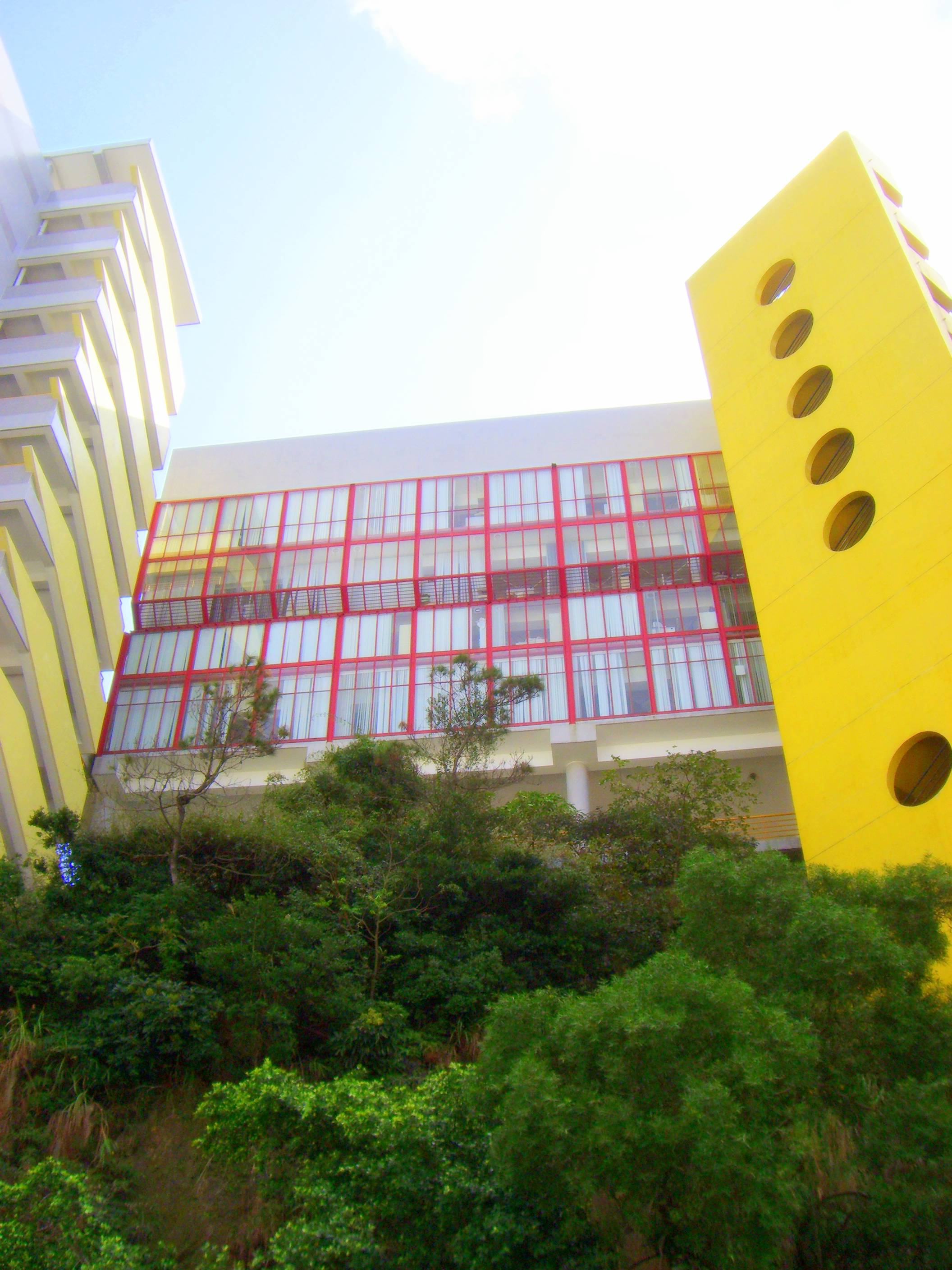
中葡樓

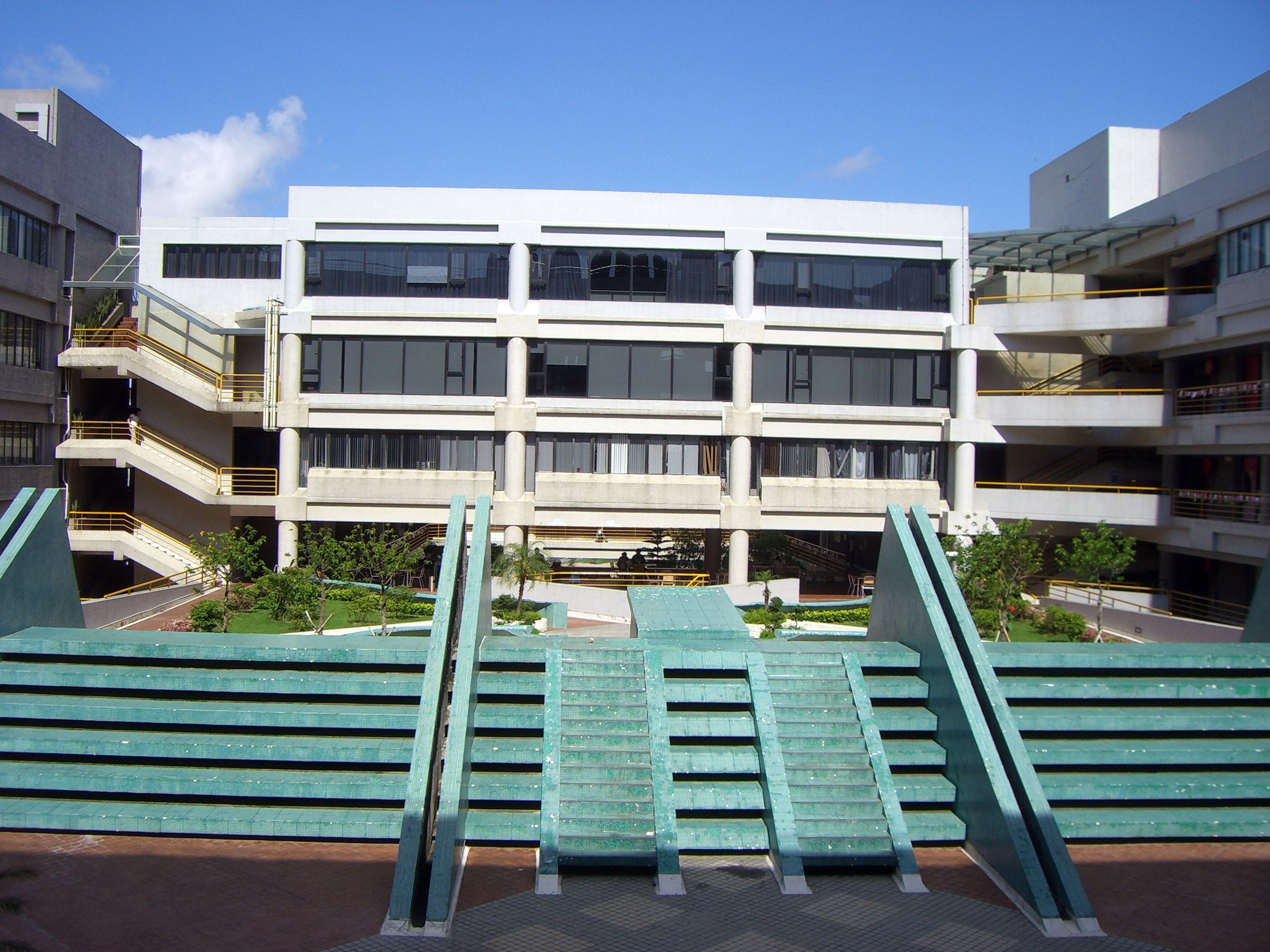
大豐樓

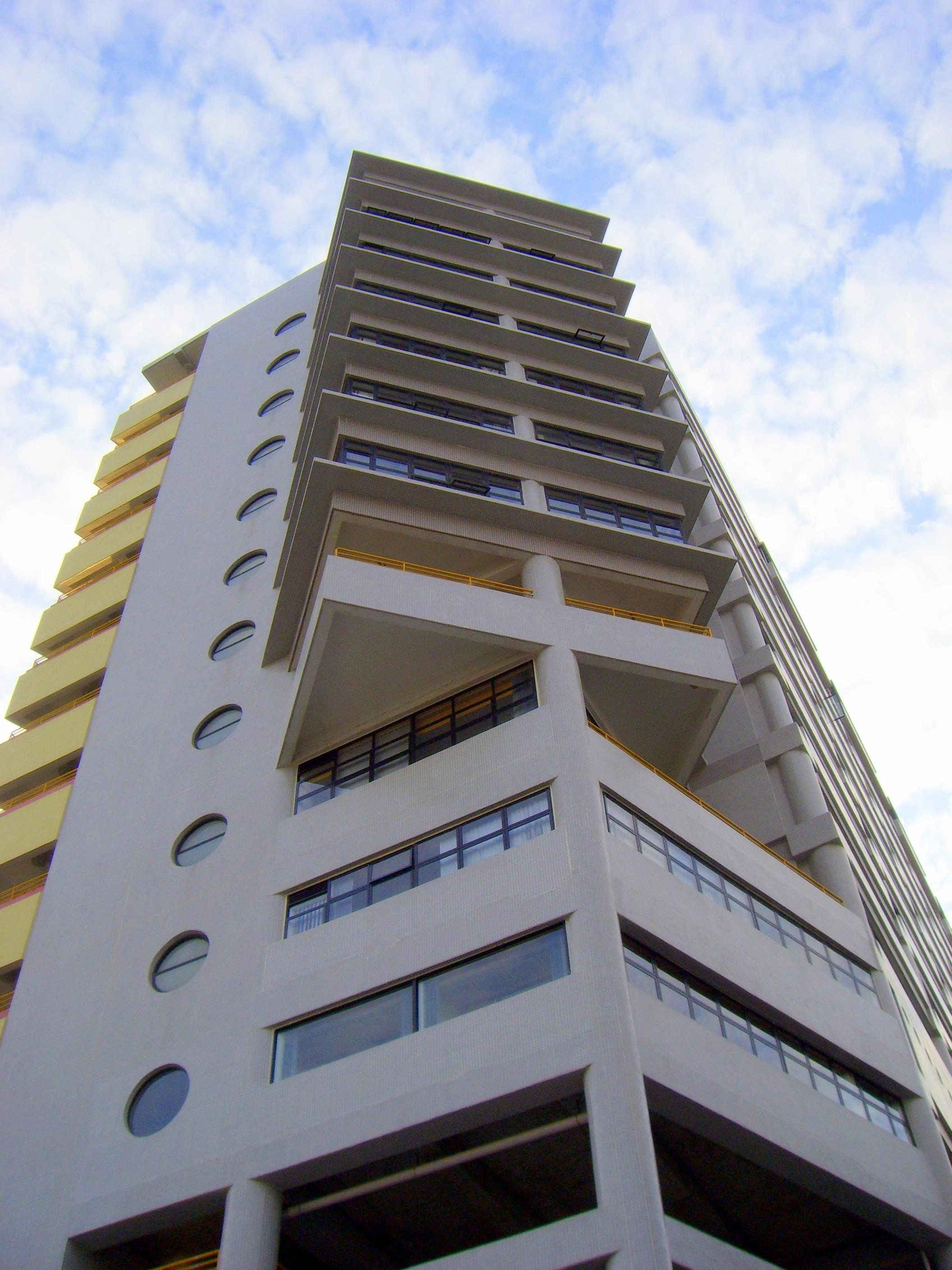
銀禧樓（現澳門旅遊學院銀禧樓）

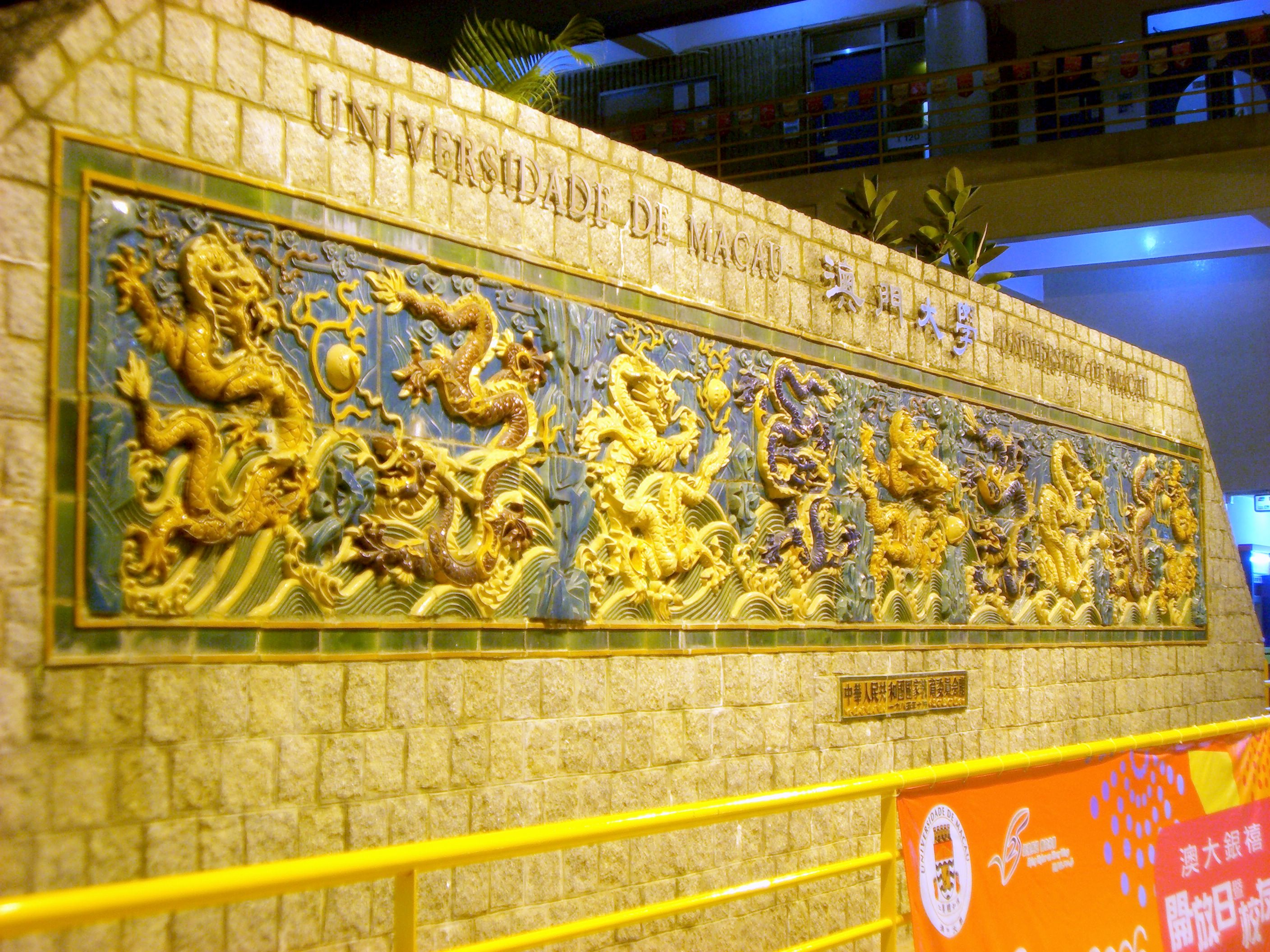
九龍壁

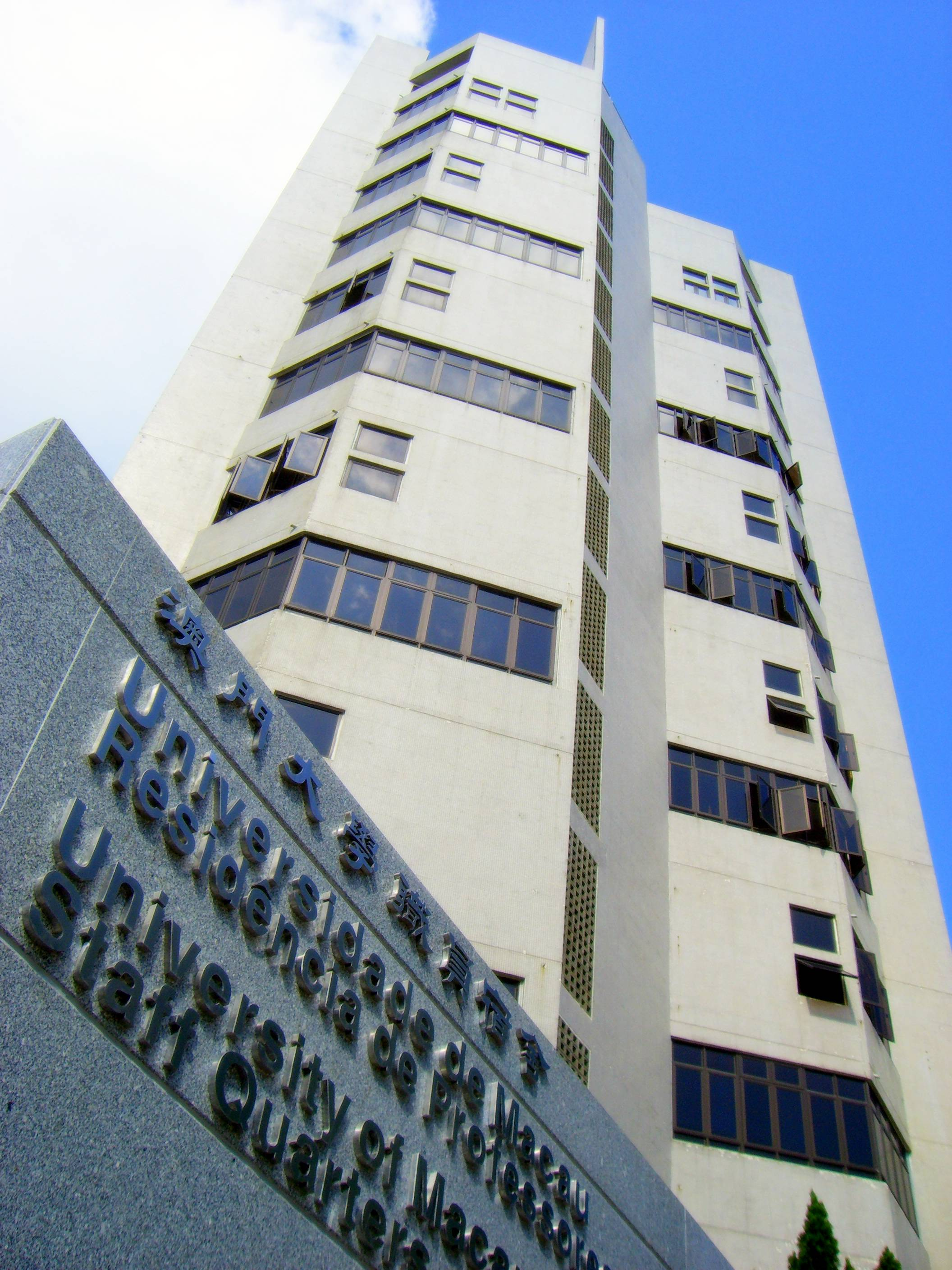
澳門大學職員宿舍

- 80年代，大豐樓、何賢會議中心、文化中心先後落成啟用，組成早期東亞大學的校園。其中何賢會議中心是東亞大學圖書館的所在地。[1]
- 1985年，中華人民共和國國家教育委員會把九龍壁贈予東亞大學，及後為該校的地標之一。[1]
- 1991年，澳葡政府購入東亞大學，更名為澳門大學並且使之成為一所公立大學，該校園一同由東亞大學的校園轉為澳門大學的校園。
- 90年代，隨著大學的規模越來越大，因此陸續有新的建築物落成。包括有圖書館大樓、行政樓、教學樓中葡樓以及澳門大學體育綜合體等。其中由於新圖書館大樓的落成，何賢會議中心中的圖書館正式關閉改建，所有的書籍都遷往新圖書館大樓。
- 2014年8月22日，因應大學的發展需要，澳門大學正式遷出該校園，此校園隨即成為歷史，並將該校園交回澳門特區政府管理。[2]

## 校園現況
- 2014年8月14日，澳門特別行政區政府批准，原澳門大學圖書館大樓命名為「澳門大學城區中心」，澳門研究中心、持續進修中心維持在該大樓辦公，而工程研究及檢測中心亦留在原址辦公[3][4]。
- 2014年8月19日，高等教育輔助辦公室主任蘇朝暉透露，政府擬採取臨時措施，無償租借澳大宿舍予澳門理工學院及旅遊學院兩公立高校，並以月租九十四點九萬元租予私立的澳門城市大學。三院校將於九月新學年進駐使用共四幢宿舍，為期一年。[5]
- 2014年9月13日，澳門科技大學以月租94萬9千元租用澳大舊校園內一幢有990個宿位的宿舍，為期一年[6]。
- 澳門政府表示，該校園會繼續用作高等教育的用途，現正進行研究，並將會優先考慮公立院校（即澳門理工大學、澳門旅遊學院）的未來發展。現階段構思還包括考慮將澳門大學體育綜合體移交體育發展局管理，稍後將改建，擴大活動空間及增建體育等設施，以配合各高等院校的辦學需要，並開放予公衆使用[7]。
- 2014年11月14日，澳門特別行政區政府高等教育輔助辦公室宣佈行政長官決定澳大舊址各項設施除分配給澳門城市大學、澳門理工學院及澳門旅遊學院，而原澳大圖書館更名為澳門大學城區中心並獲保留，銀禧樓由行政公職局獲得並計劃改為公務員培訓中心，原澳大體育綜合體交由體育發展局管理[8][9][10]。

| 澳大舊址各項設施未來使用計劃（2014年11月） | 澳大舊址各項設施未來使用計劃（2014年11月）                                                        |
| 院校／部門                                 | 計劃可使用設施                                                                                    |
| ------------------------------------------ | ------------------------------------------------------------------------------------------------- |
| 澳門旅遊學院                               | 東亞樓 （23,028平方米）                                                                           |
| 澳門大學                                   | 大學圖書館、IDQ及CERT／澳門發展質量研究所卓越機電工程中心及工程研究及檢測中心 （21,033平方米）    |
| 澳門城市大學                               | 行政樓、何賢會議中心、王寬誠樓、蔡繼有樓、何鴻燊樓、中葡樓、文化中心、第一座宿舍 （37,644平方米） |
| 澳門理工學院                               | 珍禧樓、研發大樓、方潤華教學中心／學生中心、第二座宿舍、第三座宿舍 （23,028平方米）               |
| 體育發展局                                 | 體育綜合體（5,631平方米）                                                                         |
| 行政公職局                                 | 銀禧樓 （23,028平方米）                                                                           |
| 交通事務局                                 | 停車位                                                                                            |

- 2015年9月16日，澳門城市大學舉行遷入原澳大舊校園的首個開學禮，其中第一座宿舍僅供教職員居住[12][13]。2016年3月19日舉行首個開放日活動，由於城大屬私立高校，因此需向政府支付大樓的使用租金及簽署績效協議[14]。
- 2015年10月，澳門大學將澳大城區中心即原圖書館大樓建築交還澳門特別行政區政府管理，澳門研究中心和持續進修大樓分別遷往新校區[15]。而原圖書館大樓由澳門旅遊學院被特區政府分配擁有，其氹仔校區於同年10月12日正式揭牌，並於2016年新學年起取代位於創福豪庭內的舊校舍，該大樓亦更名為“展望樓”[16]。
- 2016年1月29日，澳門理工學院正式遷入澳大舊校園內，並命名為澳門理工學院氹仔校區，原來租賃黑沙環工業中心的文化創意產業教學暨研究中心首先搬入氹仔校區投入使用，而葡語教學暨研究中心、博彩教學暨研究中心亦後續遷入，同時結束理工學院租借場地辦學的歷史[17][18]。
- 2019年9月，有本地傳媒揭發行政公職局獲分配的銀禧樓建築荒廢五年，原計劃作公務員培訓、開考及設置公務員評鑑中心，當局解釋由於在完成初步設計工作時未能配合當時新出台的「無障礙通用設計建築指引」，需重新設計[19]。
- 2020年10月23日，澳門旅遊學院院長黃竹君證實旅院於2020年第一季再獲特區政府批給使用澳大舊校園內的銀禧樓以及一幅待建的土地，意味銀禧樓不再由行政公職局使用[20]。而銀禧樓於同年11月6日正式啟用，初期僅開放兩層用作課室及教職員辦公室[21]。
- 2024年2月1日，教育及青年發展局與澳門城市大學簽署《澳門城市大學申請土地發展意向書》，其中澳門城市大學基金會已向特區政府申請批給土地，並將承諾自資興建，在完成遷入新校舍後向特區政府無償歸還現時澳大舊校園內的主校區設施，在遷出後供澳門旅遊大學或澳門理工大學使用[22]。
- 2024年11月15日，澳門城市大學獲澳門特別行政區政府豁免公開招標及無償方式，批給一幅位於路環石排灣公屋群東北側的一幅土地，用作興建該高校新校舍。新校舍在竣工後，原用作澳門城市大學氹仔校區建築及所有設施將交還予澳門特別行政區政府，並擬把有關設施用作優化澳門旅遊大學等公立高等院校的辦學空間[23]。

## 校園建築

### 大學圖書館（I）
大學圖書館於1999年9月啟用，由葡國著名建築師Mario Duarte Duque設計。大樓樓高五層，面積15,000平方米，外型設計獨特，遠望像由三本書及一面光碟組合而成，象徵傳統與現代的結合。圖書館藏書約60萬冊， 是澳門規模最大，設備最先進的圖書館。2014年8月，原澳大圖書館大樓獲保留，經澳門特別行政區政府批准澳門大學沿用，同時更名為澳門大學城區中心，澳門研究中心以及澳門大學持續進修中心維持在該大樓內運作。2015年10月，澳門大學將澳大城區中心即原圖書館大樓建築交還澳門特別行政區政府管理，澳門特別行政區政府將原圖書館大樓撥歸澳門旅遊學院使用。2016年8月1日起旅院氹仔校區正式運作，該大樓正式更名為展望樓，該命名是寓意澳門旅遊學院展望美好的未來及願景，作為旅院氹仔校區的綜合教學大樓。

### 行政樓（A）
屹立於澳大校園入口，行政樓於1998年11月落成，由葡國建築師José Diogo及本地建築師譚志煒設計，為澳門大學的標誌建築物。現時為澳門城市大學行政樓，內設包括校內高層辦公室和註冊處等。

### 大豐樓（T）
於1981年落成，為大學最早期的建築物之一，由香港建築師劉秀成設計。樓高六層，內設辦公室、課室、電腦室以及一個供學生休憩的花園。現時為澳門城市大學的教學設施。

### 何賢會議中心（H）
於1985年12月落成，當時由本地建築師陳炳華及香港建築師劉秀成設計。樓高六層，內設辦公室、課室、會議廳及演講廳等。現時為澳門城市大學的教學設施，內設學生活動空間、圖書館及校史館等。

### 文化中心（C）
於1985年落成，當時由澳門著名建築師陳炳華設計，樓高五層，包含劇院、展覽廳、平台、課室、戲劇室及實驗室。劇室可容納701人，擁有先進燈光設備及音響系統，可作各種文化表演活動之用。現時為澳門城市大學的教學設施和室內表演場地。

### 何鴻燊樓（S）
於2000 年落成，由葡國建築師Eduardo José Vicente Flores設計，樓高八層，設有課室、實驗室及辦公室。現時為澳門城市大學的教學設施。

### 中葡樓（L）
由葡國建築師Manuel Vicente設計，於1997年9月落成，樓高七層，設有辦公室、語言實驗室、課室、演講廳、電腦室、平台花園及停車場。座落於大豐樓及中葡樓的平台花園曾獲得2002年 Belgrade Architecture salon 設計獎。現時為澳門城市大學的教學設施。

### 王寬誠樓（W）
於1982年9月落成，由本地建築師陳炳華及香港建築師劉秀成設計。大樓高八層，依山而建，部分課室更可飽覽對岸澳門半島的美景。現時為澳門城市大學的教學設施，內部增設健身室。

### 蔡繼有樓（N）
於1990年9月落成，由本地建築師陳炳華及香港建築師劉秀成設計，樓高八層，設有課室、實驗室、電腦室及辦公室。現時為澳門城市大學的教學設施，內設中餐廳和西餐廳。

### 銀禧樓（J）
於2006年澳大建校25週年落成，故名銀禧樓。由本地建築師陳炳華設計。大樓內設有課室、研究中心、辦公室、自修室、停車場、休憩平台，大樓最低層設有一條連接圖書館的行人天橋，為前往圖書館的師生提供了極大的便利。2014年11月中旬，行政公職局獲分批作公務員培訓中心，但由於設計工作上未能配合當時新出台的《無障礙通用設計建築指引》，需重新再作設計，至2019年第四季處於荒廢的狀態。2020年，澳門旅遊學院成立25周年校慶之際獲澳門特別行政區政府批給使用，並作為澳門旅遊學院氹仔校區之教學樓。

### 珍禧樓（P）
2010年8月底啟用，但被揭發內部空氣污染問題，不少師生出現不同環境污染之症狀，隨後安排澳門發展及質量研究所檢測中發現揮發性有機化合物TVOC濃度超標，引起一眾學生的關注，更反映澳門欠完善環境保護法律體系，既沒有制訂一系列有關室內環境的標準，對室內空氣質量作出指引。
2014年起作為澳門理工大學氹仔校區的其中一幢教學建築。文化創意產業教學暨研究中心為最早遷入該校區，於2016年1月30日起正式運作。隨後博彩旅遊教學及研究中心、葡語教學及研究中心等陸續遷入。

### 研發大樓（R）
於2010年落成啟用，設有多個實驗室；2011年起於大樓內一個未使用的實驗室建立學習共享空間(Learning Commons)，內部設有蘋果校園電腦體驗中心，學生可以任意使用和上網，體驗新科技，同時作為澳門大學圖書館之延伸。2014年，為配合澳門大學搬遷曾設立立搬遷協調中心協調各項遷校工作。現時為澳門理工大學氹仔校區的其中一幢教學建築，與珍禧樓一起作為澳門理工大學氹仔校區之一部分。

### 東亞樓（E）
為澳大現校園最大的校內宿舍，包括樓高22層的主樓及樓高2層的附樓，於2005年啓用。宿舍設有1,006個床位，有雙人房和三人房，每一間房面積約16.5平方米。大樓設有各種方便宿生的設施如温習室、康樂室、電視室、便利店、洗衣店等等。其中5層為作為東亞書院。2014年11月，澳門旅遊學院獲分配該建築，現時用作學生宿舍用途。

### 方潤華教學中心/學生中心/餐廳（U）
餐廳已結業。原址一度改為澳門理工大學學生中心，由2021／2022學年起改為北京大學醫學部——澳門理工大學護理書院校址。

### 第一座（B1）
澳門城市大學教職員宿舍，地面層設學生中心，設有電腦用品店及一家自營的便利店。六樓為學生事務處。

### 第二座（B2）
澳門理工大學氹仔校區學生宿舍，為學位課程非本地學生提供住宿。全部為非單人房，設有共用衛生間、客廳、廚房。

### 第三座/珍禧書院（B3）
澳門理工大學氹仔校區學生宿舍，為學位課程非本地學生提供住宿。設有非單人房和特別單人房，宿舍內設有共用衛生間、共享空間、廚房/茶水間、洗衣/乾衣房。

### 工程研究及檢測中心（CERT）
2003年4月土木及環境工程系建立，2015年10月起遷入新校區內的N23科研大樓內，其中研發大樓部分被澳門理工大學分配用作氹仔校區一部分。

### 體育綜合體（SC）
於1993年12月落成，由葡國著名建築師Gabinete de Arquitectura Bravo e Sanmarful設計。設有一個室內運動場、兩個鋪有人造草皮的網球場、兩個壁球場、健身室、舞蹈室、桑拿房及一個由國家送贈的攀岩場。

### 職員宿舍（SQ）
澳門大學教職員宿舍。2015年中起，澳門旅遊學院獲分配作氹仔校區一部分，計劃改建為教學酒店，引入公寓式管理模式，為學生提供更多元化的訓練場所。2022年1月9日，位於大樓地面層內的構想實驗室舉行揭幕儀式，設立目的以激勵和引導“旅遊+”創新創業思維、增強學生和校友的創新意識及能力為出發點，構建實踐創意、發現商機的空間，鼓勵並協助潛在創業者識別機會、萌生創意，繼而創業。實驗室劃分為共享辦公空間、獨立空間、會議室、演示空間等區域，配備儲物櫃、閱讀區、泊車位、高速網絡等，為使用者獨立工作、互動交流、自我展示等提供完善舒適的環境。

### 畢業生銅像
樹立在行政大樓外的畢業生銅像，由葡國雕塑家José Núncio設計，是澳葡政府最後一任澳督韋奇立將軍贈立。畢業生銅像象徵澳大在學術上所要求的認真和嚴謹。期望學生皆以此為目標，努力進取，學有所成，貢獻社會。

### 九龍壁
中華人民共和國國家教育委員會於1985年10月贈予澳大，為澳大的地標之一。

### 孔子像
已遷往澳門大學新校區，位於中央教學樓的中銀百年紀念大樓（E3）及劉少榮樓（E4）之間的中央。